# Schloss Wagrain (Ebbs)

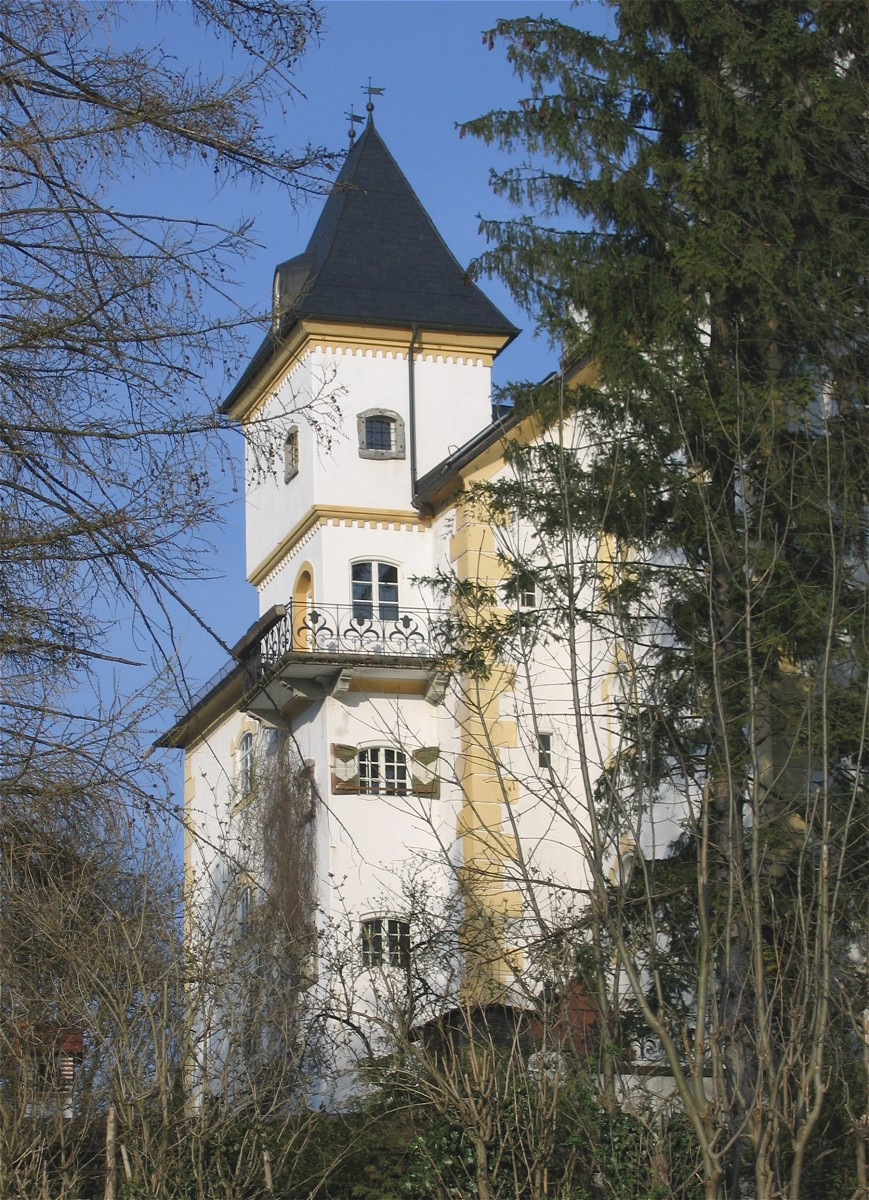
Schloss Wagrain

Schloss Wagrain liegt am Nordrand von Ebbs, etwa sechs Kilometer nordöstlich von Kufstein in Tirol (Österreich). Der Bau geht ins 14. Jahrhundert zurück und steht unter Denkmalschutz (Listeneintrag).

## Geschichte
Das Schloss wurde 1421 als Sitz der Herren von Ebbs erstmals erwähnt, es wird jedoch vermutet, dass es bereits im 14. Jahrhundert als drei- oder viergeschoßiger Wohnturm errichtet wurde, wohl als bequemerer Ersatz für die bald aufgegebene und heute abgekommene alte Burg Ebbs auf dem St. Nikolausberg. Die Herren von Ebbs standen als Richter und Pfleger im Dienste der bayerischen Herzöge, stellten von 1429 bis 1438 mit Johann Ebser den Bischof von Chiemsee und starben 1494 mit Ludwig Ebser aus.
1473 hatten sie Wagrain an den mit ihnen verschwägerten, aus Schönstett bei Wasserburg stammenden Friedrich Reichertzhaimer verkauft. Als Georg Reichertzhaimer um 1544 starb, gelangte Schloss Wagrain über die Geschwister Baumgartner 1553 an Balthasar von Helmsdorff. Er verkaufte 1573 den Ansitz an den Schwazer Gewerken Hans Dreyling. Dieser ließ den repräsentativen Hauptbau des Schlosses errichten. Um 1600 kam das Schloss an die Gewerkenfamilie Welser aus dem Pinzgau. 1681 wurden die Steyrer, 1774 die Sprinzenberg als Besitzer genannt. Ab 1775 war Wagrain in rasch wechselndem adeligem, bäuerlichem und bürgerlichem Besitz. Seit 1550 wechselte das Schloss mindestens siebzehn Mal den Besitzer.
1844 war das Schloss in einem schlechten Zustand, aber noch bewohnt. 1862 erbaute der damalige Besitzer Johann Georg Buchauer neben dem Schloss eine Zementfabrik. Zusammen mit seinem Sohn Georg ließ er zwischen 1875 und 1895 den Mittelerker an der Südseite über alle Geschoße anbauen, die Fenster vergrößern und alle Fassaden historisieren. Die 1675 erstmals genannte Schlosskapelle zu den vierzehn Nothelfern wurde 1903 aufgelassen.
1971 erwarb Richard Stadler aus München das Schloss und ließ es bis etwa 1990 restaurieren und mehrere Anbauten errichten.
In den ehemaligen Nebengebäuden, die heute nicht mehr zum Schloss gehören, ist der Fohlenhof Ebbs, das größte Haflingergestüt Europas, untergebracht.